# Gouvernement Badibanga
Troisième République
Matata II Tshibala
Le gouvernement Badibanga fut le gouvernement de la république démocratique du Congo en fonction du 19 décembre 2016 au 9 mai 2017. Le chef du gouvernement est le Premier ministre Samy Badibanga.

## Contexte
Après l'accord signé le 18 octobre 2016 au siège de la cité de l'OUA entre le gouvernement et certains membres de l'opposition, le Président Joseph Kabila était dans l'obligation de nommer un Premier ministre issu de l'opposition. Le 17 novembre 2016, il nomme donc le député Samy Badibanga, membre de l'UDPS, au poste de Premier ministre. Ce dernier nomme son gouvernement le 19 décembre.
Le 7 avril 2017, le Premier ministre présente sa démission au président. Il est remplacé le lendemain par Bruno Tshibala.

## Gouvernement

### Premier ministre
| Image | Fonction         | Nom            |
| ----- | ---------------- | -------------- |
|       | Premier ministre | Samy Badibanga |

### Vice-Premier ministres
| Image | Fonction                                     | Nom                       |
| ----- | -------------------------------------------- | ------------------------- |
|       | Affaires étrangères et Intégration régionale | Léonard She Okitundu      |
|       | Intérieur                                    | Emmanuel Ramazani Shadary |
|       | Transport et Voies de communication          | José Makila Sumanda       |

### Ministres d'État
| Image | Fonction                                     | Nom                    |
| ----- | -------------------------------------------- | ---------------------- |
|       | Justice et Garde des sceaux                  | Alexis Thambwe Mwamba  |
|       | Budget                                       | Pierre Kangudia Mbayi  |
|       | Économie nationale                           | Modeste Bahati Lukwebo |
|       | Plan                                         | Jean-Lucien Bussa      |
|       | Emploi, Travail et Prévoyance sociale        | Lambert Matuku         |
|       | Décentralisation et réforme institutionnelle | Azarias Ruberwa        |
|       | Fonction publique                            | Michel Bongongo        |

### Ministres
| Image | Fonction                                              | Nom                         |
| ----- | ----------------------------------------------------- | --------------------------- |
|       | Défense nationale, anciens combattants et Réinsertion | Crispin Atama Tabe          |
|       | Finances                                              | Henri Yav Mulang            |
|       | Communication et Médias                               | Lambert Mende               |
|       | Postes, télécommunication et NTIC                     | Ami Ambatombe Nyongolo      |
|       | Portefeuille                                          | Wivine Mumba Matipa         |
|       | Relation avec le Parlement                            | Justin Bitakwira            |
|       | Affaires foncières                                    | Félix Kabange               |
|       | Infrastructures, Travaux publics et reconstruction    | Thomas Luhaka               |
|       | Urbanisme et Habitat                                  | Joseph Kokonyangi           |
|       | Mines                                                 | Martin Kabwelulu            |
|       | Hydrocarbures                                         | Aimé Ngoy Mukena            |
|       | Industrie                                             | Marcel Ilunga Leu           |
|       | Énergie et ressources hydrauliques                    | Pierre Anatole Matusila     |
|       | Tourisme                                              | André Moke Sanza            |
|       | Petites et moyennes entreprises                       | Eugène Serufuli Ngayabaseka |
|       | Coopération au développement                          | Clément Kanku Bukasa        |
|       | Commerce extérieur                                    | Aimé Boji                   |
|       | Agriculture                                           | Patrick Mayombe Mumbioko    |
|       | Enseignement primaire, secondaire et professionnel    | Gaston Musemena             |
|       | Genre, Enfant et Famille                              | Marie-Louise Mwange         |
|       | Affaire sociales, solidarité et action humanitaires   | Paluku Kisaka Yereyere      |
|       | Sports                                                | Willy Bakonga Wilima        |
|       | Environnement et Développement durable                | Atis Kabongo Kalonji        |
|       | Enseignement Supérieur Universitaire                  | Steve Mbikayi Mabuluki      |
|       | Formation professionnelle, métiers et Artisanats      | Guy Mikulu Pombo            |
|       | Recherche scientifique                                | Bamboka Lobendi             |
|       | Développement rural                                   | Martine Ntumba Bukasa       |
|       | Droits humains                                        | Marie-Ange Mushobekwa       |
|       | Santé                                                 | Oly Ilunga Kalenga          |
|       | Jeunesse et Initiation à la nouvelle citoyenneté      | Maguy Kiala Bolenga         |
|       | Pêche et Elevage                                      | Jean-Marie Bulambo Kilosho  |
|       | Affaires coutumières                                  | Venant Tshipasa Vangi       |
|       | Cultures et Arts                                      | Sylvain Maurice Masheke     |
|       | Ministre Délégué auprès du Premier ministre           | Fidèle Ntingu Bayi          |

### Vice-ministres
| Image | Fonction                                     | Nom                             |
| ----- | -------------------------------------------- | ------------------------------- |
|       | Affaires étrangères                          | Yves Kisombe                    |
|       | Congolais de l'étranger                      | Emmanuel Ilunga Ngoy Kasongo    |
|       | Intérieur                                    | Basile Olongo                   |
|       | Transports et Voies de communication         | Samuel Adubango Awotho          |
|       | Justice                                      | Edouard Kiove Kola              |
|       | Budget                                       | Willy Ngoposs Sunzel            |
|       | Environnement                                | Agée Matembo                    |
|       | Plan                                         | Franck Mwe di Malila            |
|       | Travail et Prévoyance sociale                | Arthur Sedea                    |
|       | Décentralisation et Réforme institutionnelle | Montana Mpuku Autaine           |
|       | Défense nationale                            | Corneille Maswaswa              |
|       | Finances                                     | Tharcisse Loseke Nembalemba     |
|       | Télécommunications et NTIC                   | Isidore Omari Kampene           |
|       | Portefeuille                                 | Omer Egbake Yangembe            |
|       | Infrastructures                              | Papy Matenzolo                  |
|       | Urbanisme                                    | Zachée Rugabisha                |
|       | Énergie et ressources hydrauliques           | Willy Mishiki                   |
|       | Coopération au développement                 | John Kwete                      |
|       | Commerce extérieur                           | Nathalie Bul'an'sung Sanata     |
|       | Agriculture                                  | Noël Botakile                   |
|       | Économie                                     | Bishumu Akupendayi              |
|       | Enseignement Supérieur et Universitaire      | Christophe Mboso N'Kodia Pwanga |
|       | Santé                                        | Maguy Rwakabuba                 |